# Gulliver McGrath
Gulliver "Gully" McGrath (15 de agosto de 1998) es un actor australiano. 
McGrath interpretó a Charlie en la serie Rush. También protagonizó en la producción de Melbourne Theatre Company junto a Guy Pearce y Abi Tucker. Recientemente, McGrath interpretó a David Collins en Dark Shadows, con Chloë Grace Moretz y Johnny Depp, estrenada en mayo de 2012. Interpretó a Tad Lincoln en la película de Steven Spielberg Lincoln.